# 전자 두뇌 인간
《전자 두뇌 인간》(영어: The Man with Two Brains)은 미국에서 제작된 칼 라이너 감독의 1983년 SF 블랙 코미디 영화이다. 스티브 마틴 등이 출연하였고, 데이비드 V. 피커 등이 제작에 참여하였다.

## 출연진
- 스티브 마틴
- 캐슬린 터너
- 데이비드 워너
- 폴 베네딕트
- 조지 퍼스
- 피터 홉스
- 얼 보언
- 제임스 크롬웰
- 머브 그리핀
- 제프리 콤스
- 시시 스페이섹 (크레디트 미기재)

## 기타 제작진
- 배역: 매리언 도허티, 다이앤 영
- 미술: 마크 W. 맨스브리지, 폴리 플랫
- 특수 분장: 랜스 앤더슨
- 특수 효과: 클레이 피니, 로버트 G. 윌러드